# The Walking Dead: Dead City
The Walking Dead: Dead City es una serie de televisión de horror postapocalíptico creada por Eli Jorné, basada en los personajes Maggie y Negan de The Walking Dead. Es la primera secuela de la serie de televisión The Walking Dead, y la quinta serie de la franquicia de The Walking Dead, que comparte continuidad con las demás series de televisión. 
Lauren Cohan y Jeffrey Dean Morgan repiten de nuevo sus respectivos personajes de Maggie y Negan de la serie original, junto a los actores Gaius Charles, Jonathan Higginbotham, Mahina Napoleon, Trey Santiago-Hudson y Charlie Solis. 
The Walking Dead: Dead City se estrenó el 18 de junio de 2023 y consta de seis episodios. En julio de 2023, fue renovada para una segunda temporada que se estrenó el 4 de mayo de 2025. Y en julio de 2025 fue renovada para una tercera temporada.

## Premisa
Años después del final de The Walking Dead, Maggie y Negan se encuentran en una Nueva York postapocalíptica, en busca del hijo secuestrado de Maggie, Hershel. Allí deberán enfrentarse a una ciudad donde los supervivientes la han convertido en su mundo de anarquía, peligro, belleza y terror. 

## Elenco y personajes

### Principales
- Lauren Cohan como Maggie Greene: La viuda de Glenn Rhee, que formó parte del grupo de Rick Grimes en The Walking Dead. Ella es la líder de Hilltop, una comunidad que fue mudada de Virginia a Nueva York.
- Jeffrey Dean Morgan como Negan Smith: El exlíder reformado de los Salvadores, que abandonó la Commonwealth con su esposa embarazada en el final de The Walking Dead.
- Gaius Charles como Perlie Armstrong: Un mariscal de la federación de New Babylon, un canal de supervivientes de Nueva York, quien está en busca de Negan.
- Željko Ivanek como «El Croata»: Un antiguo miembro de Los Salvadores, quien secuestró al hijo de Maggie, Hershel. Es el líder de los Burazi, un grupo de supervivientes que controla Manhattan.
- Mahina Napoleon como Ginny: Una chica muda bajo el cuidado de Negan tras la muerte de su padre.
- Lisa Emery como «La Dama» (temporada 2; invitada temporada 1): la aliada cercana del Croata.[2]
- Logan Kim como Hershel Rhee (temporada 2; recurrente temporada 1): el hijo adolescente de Maggie y Glenn. Kim reemplaza al actor Kien Michael Spiller, quien anteriormente interpretó a Hershel en The Walking Dead.[3]
- Dascha Polanco como Lucia Narvaez (temporada 2): una mariscal de New Babylon, quien está al mando en la misión para tomar Manhattan.
- Keir Gilchrist como Benjamin Pierce (temporada 2): un historiador de New Babylon que documenta la reconstrucción de la civilización, quien está obsesionado con la Ciudad de Nueva York.

### Recurrentes
- Jonathan Higginbotham como Tommaso (temporada 1): el segundo al mando de la Tribu, un grupo nómada de supervivientes con base en Manhattan que están siendo perseguidos por los Burazi.[4]
- Karina Ortiz como Amaia (temporada 1): la colíder de las tribus y la novia de Tommaso.[5]

### Invitados
- Trey Santiago-Hudson como Jano (temporada 1): un mariscal adjunto del New Babylon que ayuda a Perlie a cazar a Negan.[6]
- Michelle Hurd como Jones (temporada 1), La propietaria del Easy Stay Motor Inn, que esconde a Negan de los mariscales del New Babylon[7]
- Michael Anthony como Luther (temporada 1): un miembro físicamente imponente de las tribus que desconfía de Maggie y Negan.[8]
- Steven Ogg como Simon (temporada 1): El ex segundo al mando de los Salvadores que aparece en una escena de flashback. Ogg retoma su papel de The Walking Dead.[9]
- Jasmin Walker como Charlie Byrd / «La Prefecta»: Líder de la Federación Nueva Babilonia y superior de Perlie.
- Jake Weary como Christos (temporada 2)
- Kim Coates como Bruegel (temporada 2): el líder de uno de los grupos más poderosos de New York.
- Logan Schmucker como Victor (temporada 2)
- Anthony Molinari como Houseman (temporada 2)
- Pooya Mohseni como Roksana (temporada 2)
- Tom Ukah como Waylen (temporada 2)

## Episodios
| Temporada | Temporada | Episodios | Episodios | Emisión original    | Emisión original    |
| Temporada | Temporada | Episodios | Episodios | Primera emisión     | Última emisión      |
| --------- | --------- | --------- | --------- | ------------------- | ------------------- |
|           | 1         | 6         | 6         | 18 de junio de 2023 | 23 de julio de 2023 |
|           | 2         | 8         | 8         | 4 de mayo de 2025   | 22 de junio de 2025 |

### Primera temporada (2023)
| N.º en serie | N.º en temp. | Título                      | Dirigido por    | Escrito por       | Fecha de emisión original | Audiencia (millones) |
| --- | ------------ | --------------------------- | --------------- | ----------------- | ------------------------- | -------------------- |
| 1 | 1            | «Old Acquaintances»         | Loren Yaconelli | Eli Jorné         | 18 de junio de 2023       | 0.704                |
| Tras un ataque al nuevo Hilltop, ahora llamado Bricks, el hijo de Maggie, Hershel, es secuestrado por el Croata, un antiguo Salvador que vive en Manhattan. Desesperada por salvarlo, Maggie busca a regañadientes a Negan en busca de ayuda, quien está huyendo de los alguaciles de New Babylon liderados por Perlie Armstrong después de supuestamente asesinar a cinco personas. A cambio de que Maggie le dé a su joven compañera Ginny un hogar en Bricks, Negan acepta ayudarla a tomar como rehén al joven mariscal Jano y a que Maggie tenga que lidiar con el odio hacia Negan por el asesinato de Glenn. En Manhattan, el trío se encuentra con caminantes que caen de los edificios y un juego del gato y el ratón con Perlie en una tintorería que accidentalmente mata a Jano mientras los persigue. En otra parte, el Croata interroga a Hershel para obtener información sobre Negan y envía a un prisionero fugitivo a la muerte después de que el hombre se niega a responder preguntas sobre su grupo. |              |                             |                 |                   |                           |                      |
| 2 | 2            | «Who's There?»              | Loren Yaconelli | Eli Jorné         | 25 de junio de 2023       | 0.706                |
| Una anciana llamada Esther ayuda a Maggie y Negan a escapar de una manada y los lleva a su tribu de supervivientes que son perseguidos por el Croata y su gente, los burazi. Negan revela que el Croata fue uno de los primeros salvadores y sirvió como interrogador para Negan hasta que fue demasiado lejos con un joven superviviente, lo que provocó que Negan intentara matarlo. Sin embargo, Negan sólo logró volarle la oreja derecha al Croata y este escapó. La tribu es atacada por los Burazi, matando a varias personas, incluida Esther, antes de que logren escapar. En represalia, Negan mata brutalmente a uno de los Burazi como ejemplo para el resto, algo de lo que es testigo Maggie. Después de que Maggie les revela su verdadera misión, la tribu revela que pueden ayudarla a llegar hasta el Croata. En otra parte, Ginny lucha por adaptarse a la vida en Bricks, y finalmente roba una motocicleta y huye. Perlie visita el apartamento de su hermano Joel, sólo para encontrar a Joel muerto por suicidio. Al caer en una trampa afuera, Perlie es capturada por el Croata. |              |                             |                 |                   |                           |                      |
| 3 | 3            | «People Are a Resource»     | Kevin Dowling   | Keith Staskiewicz | 2 de julio de 2023        | 0.681                |
| En flashbacks, Negan se une a Ginny mientras buscan su juguete perdido. En el presente, Ginny se dirige a Manhattan. El Croata mantiene prisionera a Perlie en el renovado Madison Square Garden, donde pone a prueba las habilidades del mariscal en una pelea en el ring contra los caminantes y cuestiona sus motivos. Perlie finalmente revela que está en Manhattan buscando a Negan, para sorpresa del Croata, quien a su vez revela que había perdido a su familia a manos de caníbales cerca del comienzo del apocalipsis. Los miembros de la tribu les cuentan a Maggie y Negan sobre la operación de Burazi, que reconocen como una versión retorcida de los Salvadores y utilizando la historia de la derrota de Negan por la Milicia, inspiran a los miembros de la tribu a ayudarlos. Tommaso revela que había sido capturado y torturado, pero logró escapar usando la antigua estructura de la estación Penn y el sistema de metro que pueden usar para entrar. Maggie se sincera con Negan sobre la pérdida de Hershel y su familia y de Negan. A su vez, revela que había enviado a Annie y a su hijo Joshua a un lugar seguro en Missouri después de matar a cinco hombres que habían robado, golpeado y violado a Annie en venganza, razón por la cual es un hombre buscado. Luther descubre el cartel de búsqueda de Negan, lo que lleva a una pelea en la que Negan cede a sus instintos más oscuros y mata a Luther. Después de encontrar el juguete de Ginny, Maggie contempla quemarlo, algo que Ginny observa en secreto. |              |                             |                 |                   |                           |                      |
| 4 | 4            | «Everybody Wins a Prize»    | Kevin Dowling   | Eli Jorné         | 9 de julio de 2023        | 0.697                |
| En un flashback, Negan y Simon se enfrentan al croata por el brutal asesinato de una joven. En el presente, Maggie y Negan lideran un ataque al Madison Square Garden para rescatar a Hershel y matar al Croata. Sin embargo, el Croata anticipa sus acciones y tiende una trampa, evacuando a su gente de la arena mientras deja entrar a los caminantes y usa los sistemas de luz y sonido para guiarlos hasta la tribu. Abrumados y superados en número, la mayoría de los miembros de la tribu mueren y solo Maggie, Amaia, Tommaso y Ginny logran escapar a las alcantarillas. Negan se enfrenta al Croata, quien lo saluda con alegría e intenta que Negan se una a él, intentando matar a Perlie como señal de buena fe. Para sorpresa del Croata, Negan salva la vida del mariscal y escapa con él. Sin embargo, Perlie sostiene a Negan a punta de pistola, amenazándolo con una ejecución sumaria por sus crímenes a pesar de que Negan acaba de salvarle la vida. |              |                             |                 |                   |                           |                      |
| 5 | 5            | «Stories We Tell Ourselves» | Gandja Monteiro | Brenna Kouf       | 16 de julio de 2023       | 0.701                |
| En flashbacks, Ginny descubre que Maggie está mintiendo acerca del robo del grano de los Bricks, mientras que el Croata secuestra a Hershel y exige a Negan a cambio de su regreso. En el presente, el Croata visita a Dama, quien reitera su necesidad de que Negan proteja su futuro. Mientras recorren Manhattan, Negan y Perlie se conocen y Negan revela el motivo de sus asesinatos. Con sus creencias sacudidas por los acontecimientos recientes, Perlie se sincera con Negan sobre su hermano Joel y las crecientes dudas de Perlie sobre lo que está haciendo. Maggie, quien se revela que se quedó con el juguete de Ginny en lugar de quemarlo, deduce que Tommaso había vendido a la tribu, lo que resultó en el ataque a su escondite y la emboscada en Madison Square Garden. Tommaso admite que había hecho un trato con el Croata que le había prometido a Tommaso un barco y la oportunidad de una vida mejor para su familia en el continente, lo que horroriza a Amaia, aunque Maggie se muestra más comprensiva. En las alcantarillas, Amaia y Tommaso son víctimas de los caminantes, pero Maggie y Ginny logran escapar después de que Maggie lucha con éxito contra un enorme caminante fusionado. En la superficie, Ginny dispara una bengala al aire que es detectada por Negan. |              |                             |                 |                   |                           |                      |
| 6 | 6            | «Doma Smo»                  | Gandja Monteiro | Eli Jorné         | 23 de julio de 2023       | 0.618                |
| Después de reunirse con Ginny, Negan revela que él fue quien asesinó a su padre en un duro esfuerzo por lograr que ella se fuera. Perlie transporta a Ginny a los Ladrillos antes de regresar a New Babylon, donde miente que había matado a Negan y el líder de New Babylon muestra interés en el metano que los Burazi pueden producir, que es una mejor fuente de combustible que el etanol. Maggie y Negan rastrean al croata hasta la terminal de Staten Island Ferry donde Negan deduce que Maggie lo está atrayendo a una trampa y la domina. Reconociendo que Maggie nunca debería perdonarlo por sus acciones, aunque decepcionado porque juntos podrían haber rescatado a Hershel de verdad, Negan le permite a Maggie cambiarlo al croata por su hijo, quien reprende a Maggie por preocuparse más por su obsesión de toda su vida contra Negan que por él. Después de regresar a Bricks, Maggie se da cuenta de que Hershel tiene razón y decide encontrar una manera de poner fin a su enemistad con Negan para siempre para poder finalmente encontrar la paz. El Croata entrega a Negan a la Dama, quien le explica que quiere que Negan una a las distintas comunidades de Manhattan para oponerse a la Federación Nueva Babilonia y a otros que vendrían por sus recursos naturales. Habiendo aprendido la historia del asesinato de Glenn de Hershel, Dama revela que le ha cortado el dedo del pie a Hershel y amenaza con ir tras él nuevamente si Negan no obedece, usando el cuidado de Negan por el niño como palanca contra él. Al mismo tiempo, Maggie descubre los dibujos de la Dama hechos por Hershel y se da cuenta de la continua amenaza que pesa sobre su hijo. |              |                             |                 |                   |                           |                      |

### Segunda temporada (2025)
| N.º en serie | N.º en temp. | Título                                           | Dirigido por          | Escrito por       | Fecha de emisión original | Audiencia (millones) |
| ------------ | ------------ | ------------------------------------------------ | --------------------- | ----------------- | ------------------------- | -------------------- |
| 7            | 1            | «Power Equals Power»                             | Michael E. Satrazemis | Eli Jorné         | 4 de mayo de 2025         | 0.378                |
| 8            | 2            | «Another Shit Lesson»                            | Michael E. Satrazemis | Zoe Vitale        | 11 de mayo de 2025        | 0.278                |
| 9            | 3            | «Why Did the Mainlanders Cross the River?»       | Ed Ornelas            | Brenna Kouf       | 18 de mayo de 2025        | 0.255                |
| 10           | 4            | «Feisty Friendly»                                | Lauren Cohan          | Keith Staskiewicz | 25 de mayo de 2025        | 0.346                |
| 11           | 5            | «The Bird Always Knows»                          | Edward Ornelas        | Sarah Nolen       | 1 de junio de 2025        | 0.339                |
| 12           | 6            | «Bridge Partners Are Hard to Come by These Days» | Lauren Cohan          | Eli Jorné         | 8 de junio de 2025        | 0.291                |
| 13           | 7            | «Novi Dan, Novi Početak»                         | Michael E. Satrazemis | Eli Jorné         | 15 de junio de 2025       | 0.350                |
| 14           | 8            | «If History Were a Conflagration»                | Michael E. Satrazemis | Eli Jorné         | 22 de junio de 2025       | 0.376                |

## Producción

### Desarrollo
En 7 de marzo del 2022, la cuenta oficial de Twitter de AMC Networks informó que estaban desarrollando el cuarto spin-off de The Walking Dead titulado Isle of the Dead ("Isla de los Muertos"), teniendo a Cohan y Morgan como productores ejecutivos, junto a Eli Jorné, un escritor y coproductor ejecutivo de The Walking Dead, adjunto como showrunner. A finales de agosto, el título se renombró a The Walking Dead: Dead City ("La Ciudad Muerta"). En julio de 2023, la serie fue renovada para una segunda temporada.

### Casting
En abril de 2022, Gaius Charles fue elegido como Perlie Armstrong. En julio, Željko Ivanek, Jonathan Higginbotham y Mahina Napoleon fueron elegidos como "El croata", Tommaso y Ginny respectivamente.

### Filmación
El rodaje comenzó el 19 de julio en Nueva Jersey y acabó el 24 de octubre de 2022. Las ubicaciones incluyen Meadowlands Arena, Franklin Lakes Nature Preserve, Port Newark, Edificio National Newark, Newark Symphony Hall, Terminal Hoboken, Liberty State Park y Shades of Death Road.

### Marketing
En noviembre del 2022, un pequeño vistazo al detrás de escena se estrenó por AMC.

## Lanzamiento
The Walking Dead: Dead City se estrenó en AMC el 18 de junio de 2023.La serie se estrenó temprano en AMC+ el 15 de junio, con episodios posteriores disponibles tres días antes de su estreno televisivo. La primera temporada se lanzó en Blu-ray y DVD el 12 de septiembre de 2023.
La segunda temporada se estrenó el 4 de mayo de 2025.

## Recepción
El sitio web de recopilación de reseñas Rotten Tomatoes informó un índice de aprobación del 80% con una calificación promedio de 7,2/10, según 54 reseñas de críticos. El consenso de los críticos del sitio web dice: "Si bien Dead City todavía cruje bajo las limitaciones de ser un enésimo spin-off, finalmente se deshace del rigor mortis de la franquicia gracias a un cambio de escenario y un enfoque en dos favoritos de los fanáticos". Metacritic, que utiliza un promedio ponderado, asignó una puntuación de 57 sobre 100 basándose en 9 críticas, lo que indica "críticas mixtas o promedio".